# Кумбрес Майорес
Кумбрес Майорес (на испански: Cumbres Mayores) е населено място и община в Испания. Намира се в провинция Уелва, в състава на автономната област Андалусия. Общината влиза в състава на района (комарка) Сиера де Уелва. Заема площ от 122 km². Населението му е 1954 души (по преброяване от 2010 г.). Разстоянието до административния център на провинцията е 144 km.

## Демография
| 1996 | 1998 | 1999 | 2000 | 2001 | 2002 | 2003 | 2004 | 2005 | 2006 |
| ---- | ---- | ---- | ---- | ---- | ---- | ---- | ---- | ---- | ---- |
| 2184 | 2161 | 2135 | 2119 | 2085 | 2020 | 2018 | 2001 | 2022 | 2024 |